# Semiothisa boliviaria
Semiothisa boliviaria là một loài bướm đêm trong họ Geometridae.